# Echeandia venusta
Echeandia venusta là một loài thực vật có hoa trong họ Măng tây. Loài này được Woodson mô tả khoa học đầu tiên năm 1942.